# Sponsor perrieri
Sponsor perrieri es una especie de escarabajo del género Sponsor, familia Buprestidae. Fue descrita científicamente por Fairmaire, 1902.

## Distribución
Habita en la región afrotropical.